# Dienstgrade der Ordnungskräfte in Iran
Dieser Artikel behandelt die Dienstgrade der Ordnungskräfte der Islamischen Republik Iran mit den entsprechenden Abbildungen der Dienstgradabzeichen sowie die Verbandsabzeichen der iranischen Ordnungskräfte. 

## Verbandsabzeichen der iranischen Ordnungskräfte

Abzeichen der Iranischen Ordnungskräfte
Abzeichen der Iranischen Verkehrspolizei.
Abzeichen der Iranischen Grenzpolizei.
Abzeichen des Iranischen Inlandsgeheimdienstes.
Abzeichen der Iranischen Internet-Polizei.
Abzeichen der Iranischen Spezialeinheiten.
Abzeichen der Iranischen Polizei-Universität.
Abzeichen der Iranischen Polizei-Akademie und des Iranischen Polizei-Forschungsinstituts.

## Dienstgrade des gehobenen Polizeidienstes bzw. der Polizei-Offiziere
| Offiziere                         | Offiziere | Offiziere | Offiziere | Offiziere | Offiziere | Offiziere                                                                | Offiziere                                                                | Offiziere                                                                | Offiziere                                                             | Offiziere                                                             | Offiziere                                                             | Offiziere                                                             |
| ungefährer NATO-Rangcode          | OF-10 | OF-9 | OF-8 | OF-7 | OF-6 | OF-5                                                                     | OF-4                                                                     | OF-3                                                                     | OF-2                                                                  | OF-1                                                                  | OF-1                                                                  | OF-1                                                                  |
| --------------------------------- | --- | --- | --- | --- | --- | ------------------------------------------------------------------------ | ------------------------------------------------------------------------ | ------------------------------------------------------------------------ | --------------------------------------------------------------------- | --------------------------------------------------------------------- | --------------------------------------------------------------------- | --------------------------------------------------------------------- |
| Schulterklappe (Abbildung)        | | | | | |                                                                          |                                                                          |                                                                          |                                                                       |                                                                       |                                                                       |                                                                       |
| äquivalenter deutscher Dienstgrad | Polizei-General- feldmarschall | Polizei-General | Polizei-General- leutnant | Polizei-General- major | Polizei-Brigade- general | Leitender Polizei- direktor bzw. Polizei-Oberst                          | Polizei- oberrat / Polizei- direktor bzw. Polizei-Oberst- leutnant       | Erster Polizei- hauptkommissar / Polizei- rat bzw. Polizei- Major        | Polizei- hauptkommissar bzw. Polizei- Hauptmann                       | Polizeiober- kommissar bzw. Polizei-Ober- leutnant                    | Polizei kommissar bzw. Polizei-Leutnant                               | Unter- leutnant                                                       |
| Dienstgrad in Persisch            | ارتشبد | سپهبد | سرلشکر | سرتیپ | سرتیپ دوم | سرهنگ                                                                    | سرهنگ دوم                                                                | سرگرد                                                                    | سروان                                                                 | ستوان یکم                                                             | ستوان دوم                                                             | ستوان سوم                                                             |
| Transliteration                   | Arteshbod | Sepahbod | Sarlashkar | Sartip-e Yekom | Sartip-e Dovom | Sarhang-e Yekom                                                          | Sarhang-e Dovom                                                          | Sargord                                                                  | Sarvan                                                                | Sotvan-e Yekom                                                        | Sotvan-e Dovom                                                        | Sotvan-e Sevom                                                        |
| Bedeutung                         | - | - | Divisions- kommandeur | erster Brigade- kommandeur | zweiter Brigade- kommandeur | erster Regiments- kommandeur                                             | zweiter Regiments- kommandeur                                            | -                                                                        | -                                                                     | erster Leutnant                                                       | zweiter Leutnant                                                      | dritter Leutnant                                                      |
| Beschreibung der Schulterklappe   | Zwei gekreuzte Schwerter, die einen Kranz umschließen, in dem das stilisierte Wort Allah in Form einer Tulpe als offizielles Symbol der Islamischen Republik Iran geschrieben steht. | Zwei gekreuzte Schwerter, die einen Kranz umschließen, in dem das stilisierte Wort Allah in Form einer Tulpe als offizielles Symbol der Islamischen Republik Iran geschrieben steht. | Zwei gekreuzte Schwerter, die einen Kranz umschließen, in dem das stilisierte Wort Allah in Form einer Tulpe als offizielles Symbol der Islamischen Republik Iran geschrieben steht. | Zwei gekreuzte Schwerter, die einen Kranz umschließen, in dem das stilisierte Wort Allah in Form einer Tulpe als offizielles Symbol der Islamischen Republik Iran geschrieben steht. | Zwei gekreuzte Schwerter, die einen Kranz umschließen, in dem das stilisierte Wort Allah in Form einer Tulpe als offizielles Symbol der Islamischen Republik Iran geschrieben steht. | Drei …                                                                   | Zwei …                                                                   | Ein …                                                                    | Vier …                                                                | Drei …                                                                | Zwei …                                                                | Ein …                                                                 |
|                                   | … und vier achteckige stilisierte Sterne in orientalischer Ornamentik. | … und drei achteckige stilisierte Sterne in orientalischer Ornamentik. | … und zwei achteckige stilisierte Sterne in orientalischer Ornamentik. | … und ein achteckiger stilisierter Stern in orientalischer Ornamentik. | | … zehnstrahlige(r) stilisierte(r) Stern(e) in orientalischer Ornamentik. | … zehnstrahlige(r) stilisierte(r) Stern(e) in orientalischer Ornamentik. | … zehnstrahlige(r) stilisierte(r) Stern(e) in orientalischer Ornamentik. | … achteckige(r) stilisierte(r) Stern(e) in orientalischer Ornamentik. | … achteckige(r) stilisierte(r) Stern(e) in orientalischer Ornamentik. | … achteckige(r) stilisierte(r) Stern(e) in orientalischer Ornamentik. | … achteckige(r) stilisierte(r) Stern(e) in orientalischer Ornamentik. |

Fußnoten
1. 1 2  Dienstgrad wird momentan nicht benutzt.

## Dienstgrade des mittleren Polizeidienstes bzw. der Polizei-Unteroffiziere
| Oberarmaufnäher (Abbildung)       |                                          |                                                 |                                                |                                                               |                                                    |
| äquivalenter deutscher Dienstgrad | Polizei- Oberstabsfeldwebel              | Polizeihauptmeister bzw. Polizei-Stabsfeldwebel | Polizeiobermeister bzw. Polizei-Hauptfeldwebel | Polizeimeister bzw. Polizei-Oberfeldwebel / Polizei-Feldwebel | Polizei-Stabsunteroffizier / Polizei-Unteroffizier |
| Dienstgrad in Persisch            | استوار یکم                               | استوار دوم                                      | گروهبان یکم                                    | گروهبان دوم                                                   | گروهبان سوم                                        |
| Transliteration                   | Ostovar-e Yekom                          | Ostovar-e Dovom                                 | Gorouhban-e Yekom                              | Gorouhban-e Dovom                                             | Gorouhban-e Sevom                                  |
| Beschreibung der Ärmelaufnäher    | Ein Winkel mit einem angedeuteten Othala | Ein Winkel mit einem angedeuteten Othala        | Ein Winkel mit einem angedeuteten Othala       | Ein Winkel mit einem angedeuteten Othala                      | Ein Winkel mit einem angedeuteten Othala           |
|                                   | … und zwei darunter liegenden Winkeln    | … und zwei darunter liegenden Winkeln           | … und zwei darunter liegenden Winkeln          | … und einem darunter liegenden Winkel.                        |                                                    |
|                                   | … und zwei darunter liegenden Halbbögen. | … und einem darunter liegenden Halbbogen.       |                                                |                                                               |                                                    |

## Dienstgrade des einfachen Polizeidienstes bzw. der Polizei-Mannschaften
| Oberarmaufnäher (Abbildung)       |                                                                   |                                                       |                                 |                                          |
| äquivalenter deutscher Dienstgrad | Erster Hauptwachtmeister bzw. Oberstabsgefreiter / Stabsgefreiter | Hauptwachtmeister bzw. Hauptgefreiter / Obergefreiter | Oberwachtmeister bzw. Gefreiter | Wachtmeister/„Polizist“ bzw. Soldat      |
| Dienstgrad in Persisch            | سرجوخه                                                            | سرباز یکم                                             | سرباز دوم                       | سرباز                                    |
| Transliteration                   | Sarjoukheh                                                        | Sarbaz-e Yekom                                        | Sarbaz-e Dovom                  | Sarbaz                                   |
| Beschreibung der Schulterklappe   | Drei …                                                            | Zwei …                                                | Ein …                           | Eine Schulterklappe mit umlaufendem Rand |
|                                   | nach oben weisende(r) Winkel.                                     |                                                       |                                 |                                          |

1. 1 2 3  Pavel Močoch (Graphic Designer): Rank Insignia - Police & Security. 10. März 2013, abgerufen am 18. März 2016 (englisch).
2. 1 2 3  Gem. DMG.